# Onondaga (volk)
De Onondaga (Onoñda’gega’, vertaald: mensen van de heuvels) zijn een inheems Amerikaans volk die deel uitmaken van de Irokezen.
Hun huidige territorium is ongeveer 73 hectare groot en bevindt zich in het zuiden van Syracuse in de staat New York. Tussen 1788 en 1822 nam die staat ongeveer 95% van het gebied van de Onondaga in.
Naar schatting leefden er in het begin van de 21ste eeuw circa 4000 personen die afstammen van de Onondaga.